# Цијев са прогресивним таласом
Цијев са прогресивним таласом је специјална електронска цијев која се користи као појачавач врло високих фреквенција (ВВФ).

## Примјена
Често се користе у сателитским примопредајницима. Налазе примјену и у радарским предајницима, често у пулсној врсти рада. 
Генерално се могу разликовати три врсте: малошумни појачавачи у пријемницима, појачавачи међуфреквенције мале и средње снаге, и цијеви велике снаге за предајнике импулсног и континуалног рада.